# 明渠

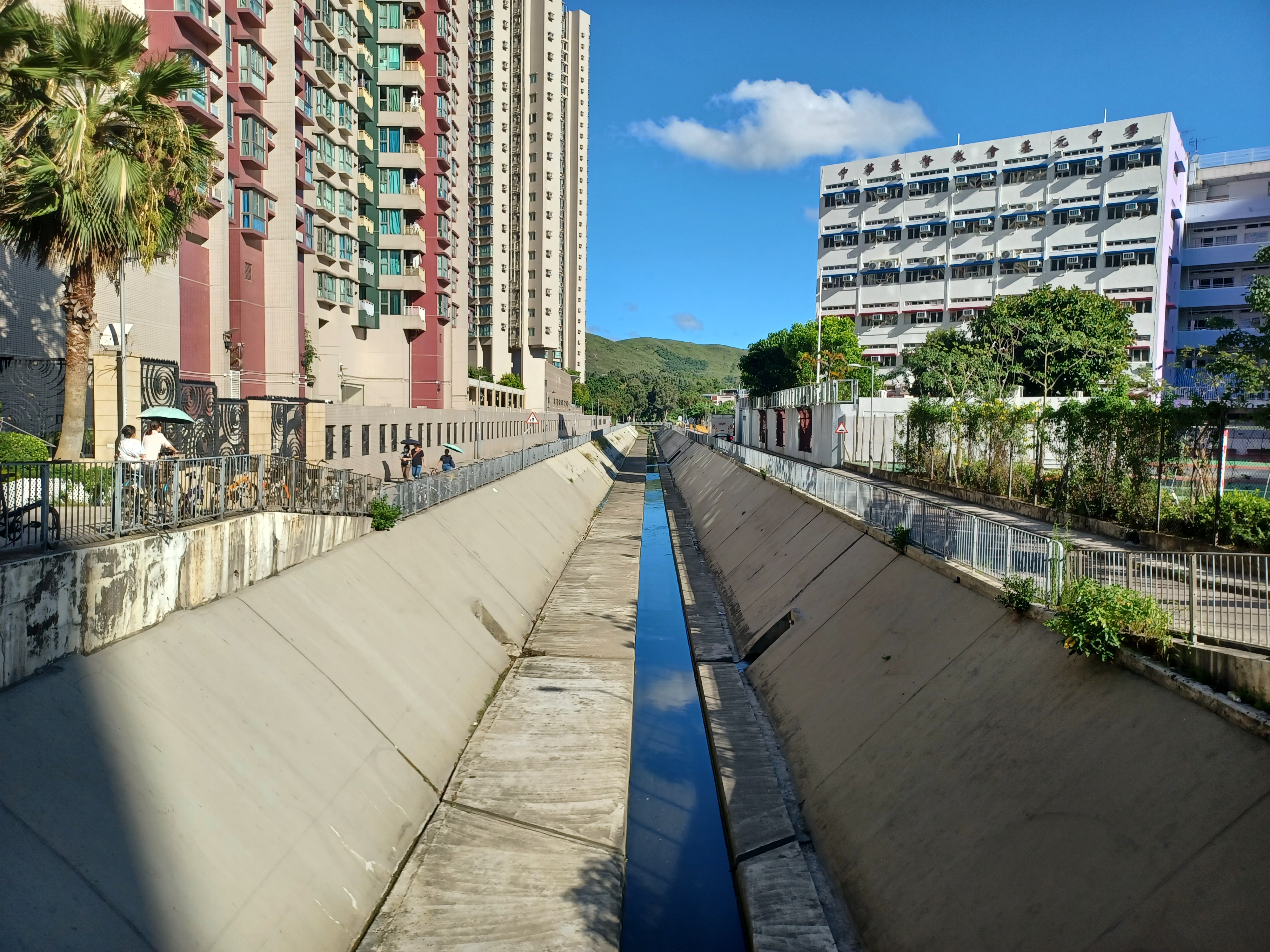
元朗東明渠

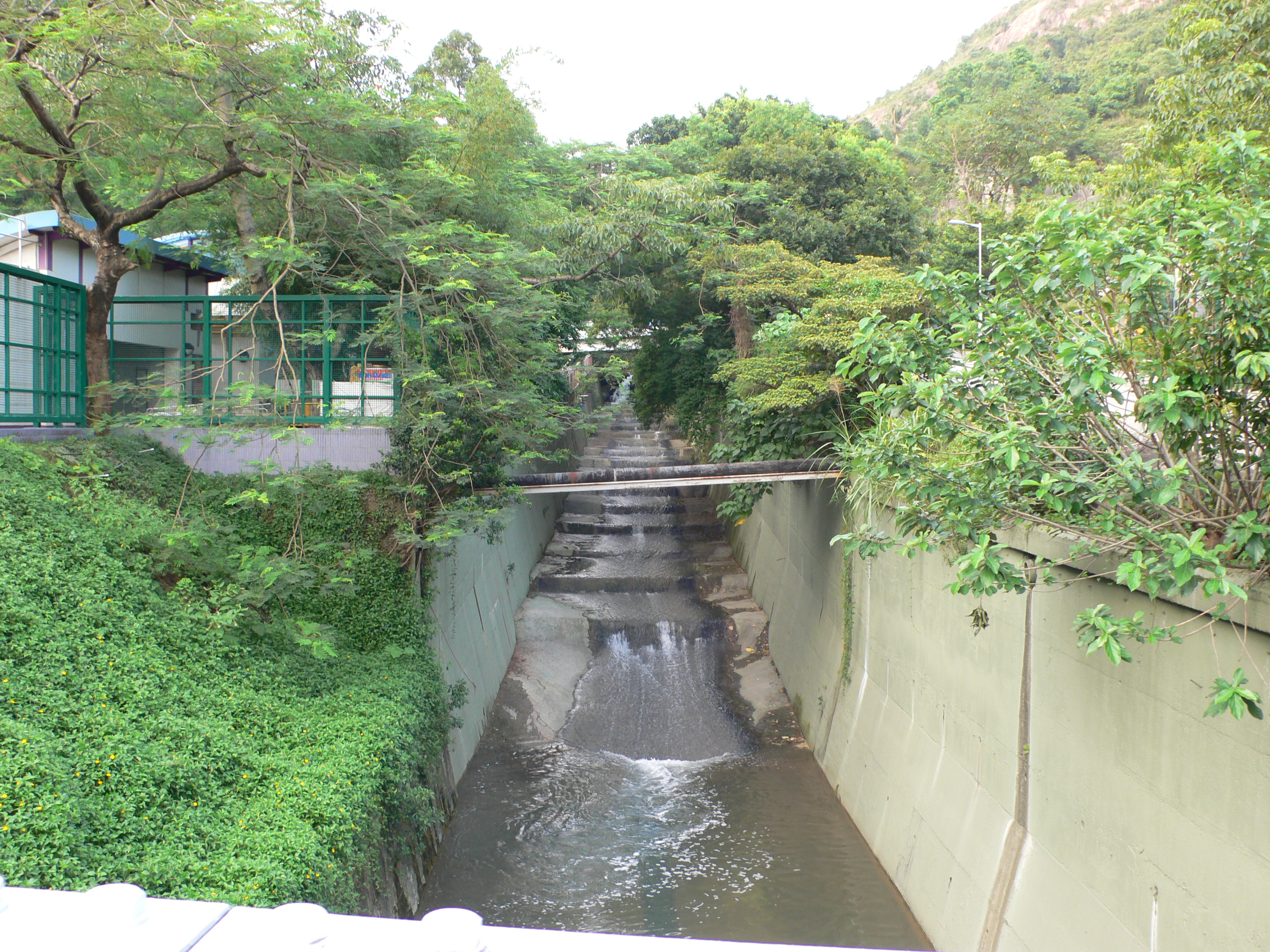
香港觀塘佐敦谷明渠

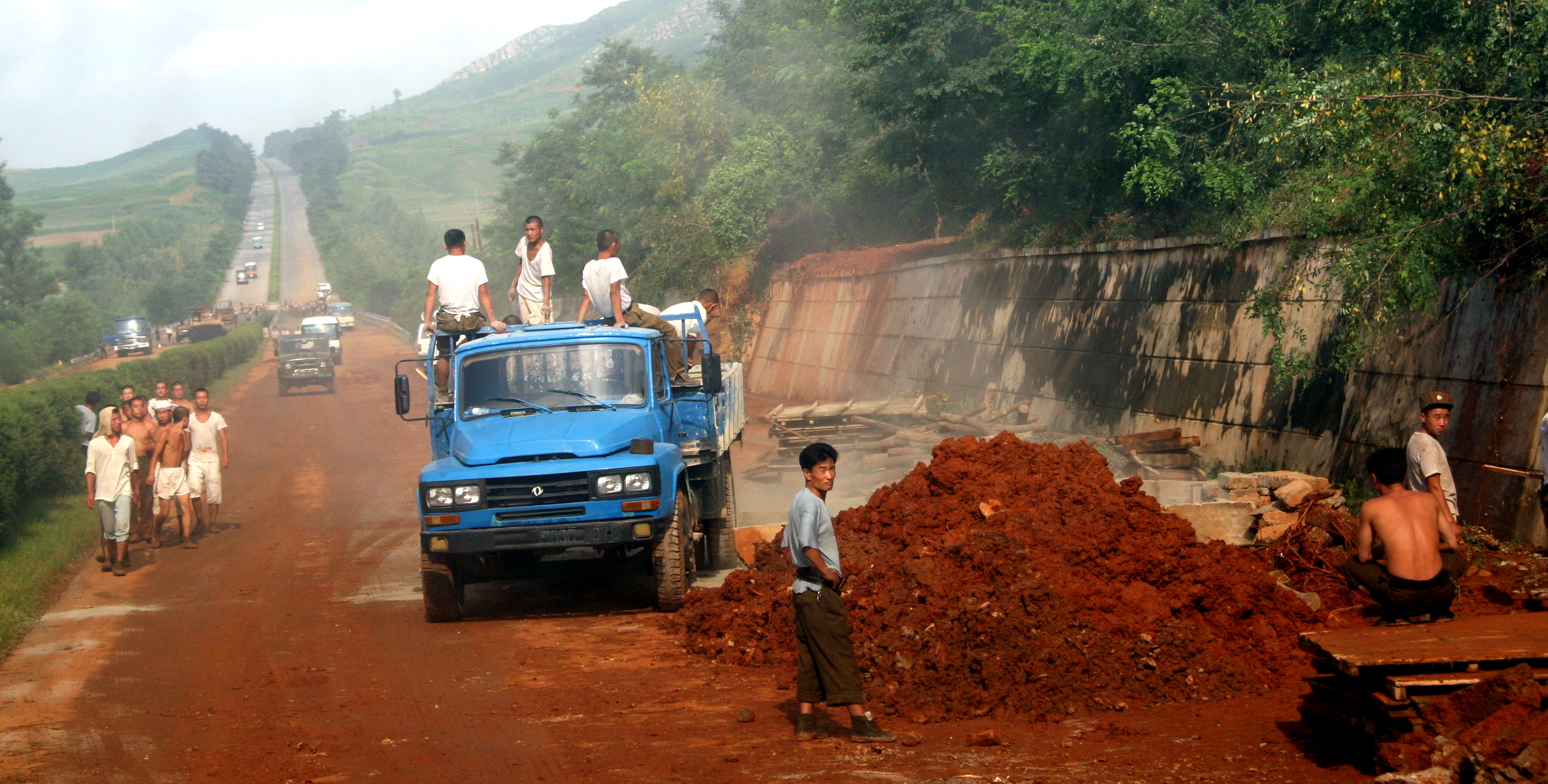
北韓明渠挖掘工程

明渠（英語：nullah）又名开放式水渠（open channel），泛指任何主要用于排水的露天水道，包括各种河道、运河、大型沟渠等。与之相对的是封闭不露天的暗渠。
在大雨的季節，明渠可以有效的移除积水防止洪涝；在工廠區，明渠引導廢水排放到海洋或廢水處理廠。在亚洲一些地区，“明渠”一词专指平时干涸无水的备用泄洪通道。

## 香港主要明渠
- 屯門河
- 啟德明渠
- 火炭渠
- 黃竹坑明渠
- 觀塘明渠
- 山貝河
- 佐敦谷渠

### 香港已消失的明渠

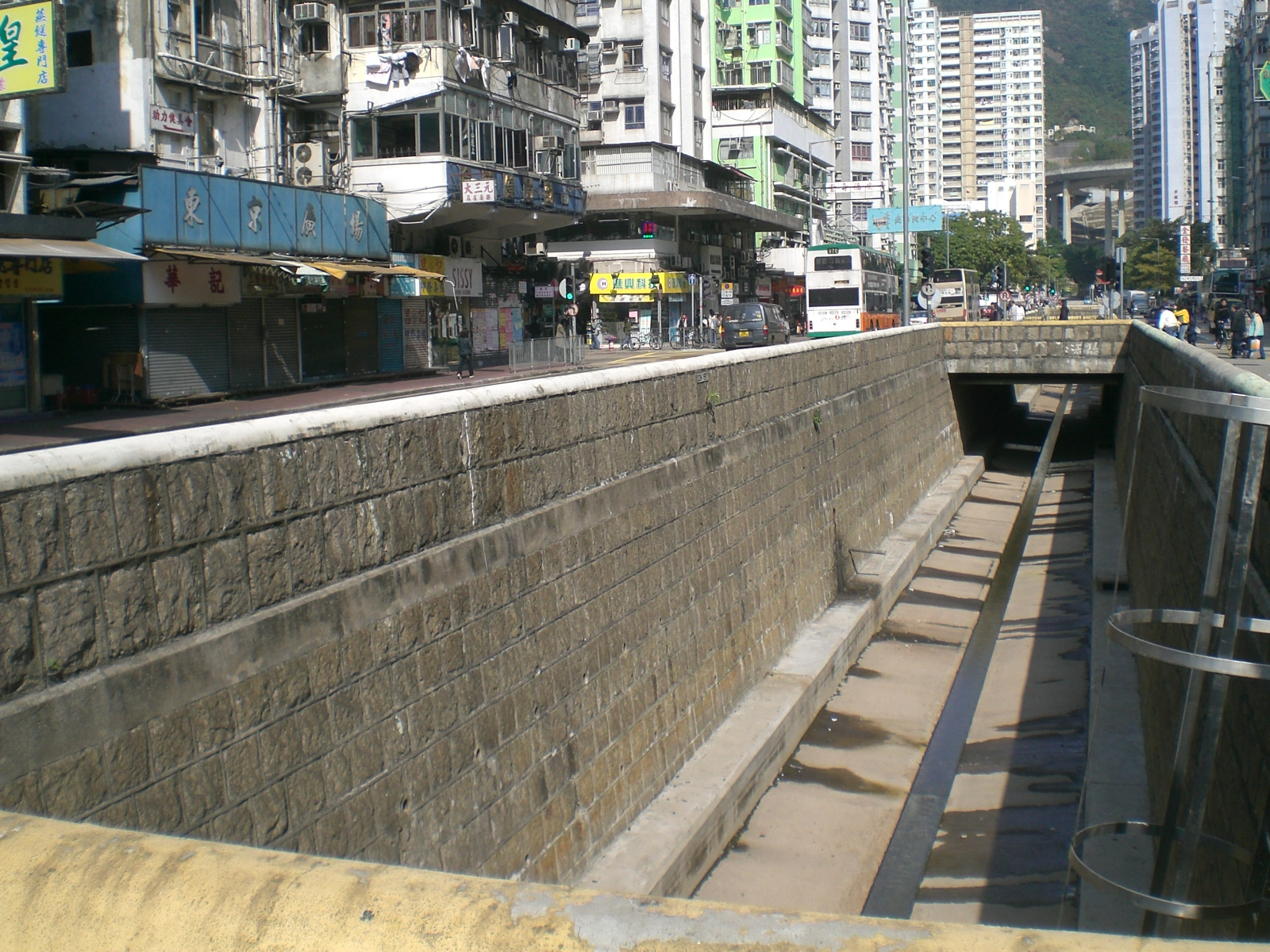
東京街渠

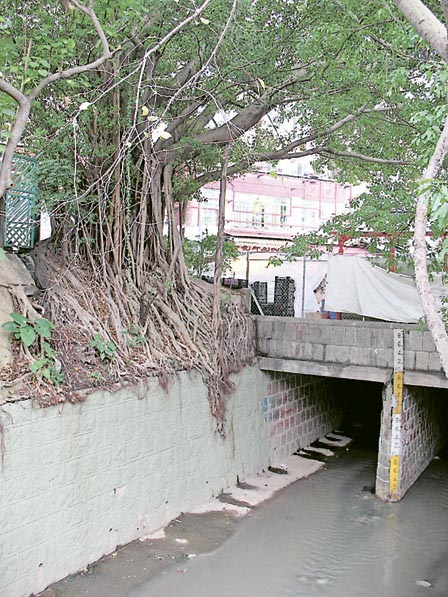
花墟道明渠

- 寶靈渠（鵝頸橋）
- 大坑明渠
- 東京街渠
- 花墟道明渠
- 大涌道

## 外部連結
- 長春社 城市河道的保育